# The Power of Kroll
The Power of Kroll (Le pouvoir de Kroll) est le cent-deuxième épisode de la première série de la série télévisée britannique de science-fiction Doctor Who. Cinquième épisode de la seizième saison, il continue l'arc narratif de la « Clef du Temps » et fut originellement diffusé en quatre parties du 23 décembre 1978 au 13 janvier 1979.

## Accroche
Le Docteur et Romana sont à la recherche du cinquième fragment de la Clef du Temps. Celui-ci se trouve sur une planète nommée Delta Magna. Ils se retrouvent au milieu d'un conflit opposant les ingénieurs d'une raffinerie dont l'exploitation gène des indigènes sauvages vénérant un monstre géant du nom de Kroll.

## Distribution
- Tom Baker — Le Docteur
- Mary Tamm — Romana
- Neil McCarthy — Thawn
- Philip Madoc —  Fenner
- John Leeson — Dugeen
- Grahame Mallard — Harg
- Glyn Owen — Rohm-Dutt
- John Abineri — Ranquin
- Carl Rigg — Varlik
- Frank Jarvis — Skart
- Terry Walsh — Mensch

## Résumé
Après avoir atterri sur une lune de la planète Delta Magna, le Docteur et Romana partent à la recherche du cinquième fragment de la Clef du Temps. En très peu de temps, Romana est enlevé par les indigènes locaux, des êtres à la peau verte et vivant dans les marécages. Ceux-ci sont en affaire avec un marchand d'arme venu de Delta Magna, du nom de Rohm Dutt, afin de créer une rébellion contre les hommes d'une raffinerie local, qui souhaite utiliser les fortes sources en méthane des marais afin d'alimenter une centrale. Le Docteur entre en contact avec eux, mais ceux-ci ne le voient pas d'un bon œil et le Docteur parvient à leur voler un bateau afin d'aller secourir Romana, promise à un sacrifice par les indigènes.
En effet, les marécageux sont dans la croyance d'une divinité nommée Kroll qui vivrait au fond des marécages. Celle-ci est une créature tentaculaire géante et elle ne tarde pas à apparaître, confirmant aux yeux du haut prêtre des marécageux, que leur victoire est proche. Le Docteur et Romana se retrouvent emprisonnés par les marécageux, en compagnie de Rohm Dutt dont la mauvaise qualité de ses fusils a provoqué la colère des indigènes. Ils sont tous les trois attachés à une planche et soumis à une torture proche de celle de l'écartèlement. Durant celle-ci, Rohm Dutt avoue qu'il travaillait en réalité pour Thawn, le directeur de la centrale, afin de fournir une excuse à leur expulsion. Le Docteur parvient toutefois à provoquer leur libération puis leur fuite.
Pendant ce temps là, la raffinerie est attaquée par Kroll et une de ses tentacules va tuer Harg, l'un des ingénieurs. Kroll se déplace et commence à se diriger vers le campement des indigènes. Une de ses tentacules enserre Rohm Dutt, puis un des marécageux. Le Docteur parvient, avec Romana, à atteindre la raffinerie et ils sont témoins du plans de Thawn visant à envoyer des missiles qui tueront aussi bien Kroll que les indigènes. Un de ses subordonnés, Dugaan, est tué pour avoir refusé ce plan, tandis qu'un autre, Fenner est contraint d'obéir. Le Docteur parvient à arrêter le processus peu de temps avant que les marécageux n'entrent en grand nombre dans la raffinerie et ne tuent Thawn.
Alors qu'ils sont à l'intérieur, celle-ci est prise d'assaut par Kroll, dont un des tentacules tue le grand prêtre. Le Docteur parvient toutefois à neutraliser Kroll après avoir compris que celui-ci n'était qu'un simple calamar ayant avalé la 5e partie de la Clef du Temps, ce qui lui a donné un aussi grand pouvoir. Le Docteur parvient aussi à empêcher l'explosion de la raffinerie avant de repartir avec Romana, laissant Fenner et les indigènes régler leurs différends.

### Continuité
- L'épisode continue l'arc narratif autour de la Clef du Temps entamé avec l'épisode The Ribos Operation.
- K-9 n'apparaît pas dans cet épisode et reste seulement interpellé hors champs par le Docteur.
- On apprend que le Docteur ne peut pas hypnotiser des gens si leurs yeux sont trop fins.